# Agrippina-Versicherung

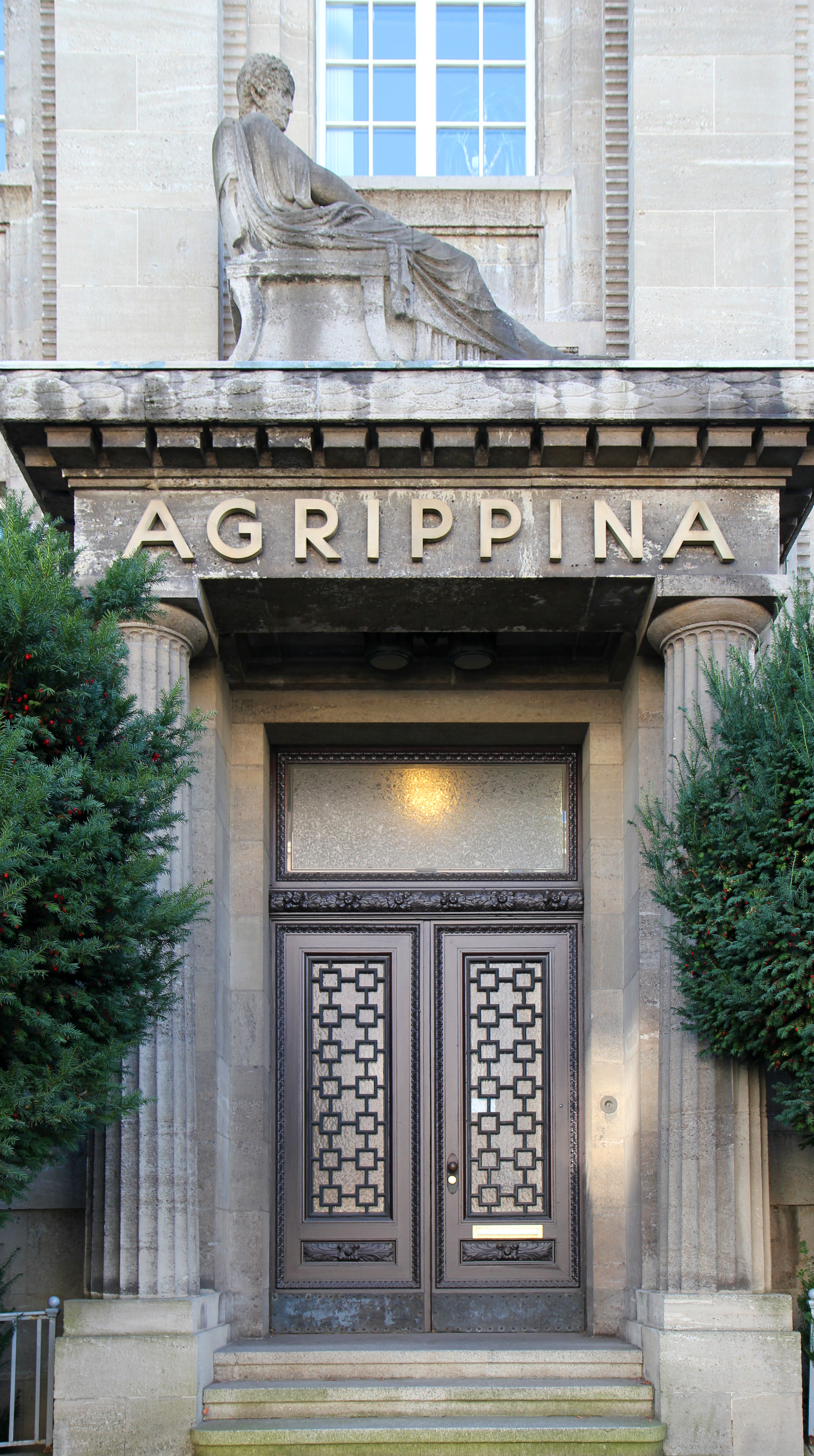
Agrippina-Versicherung – Riehler Straße 90 in Köln (September 2011)

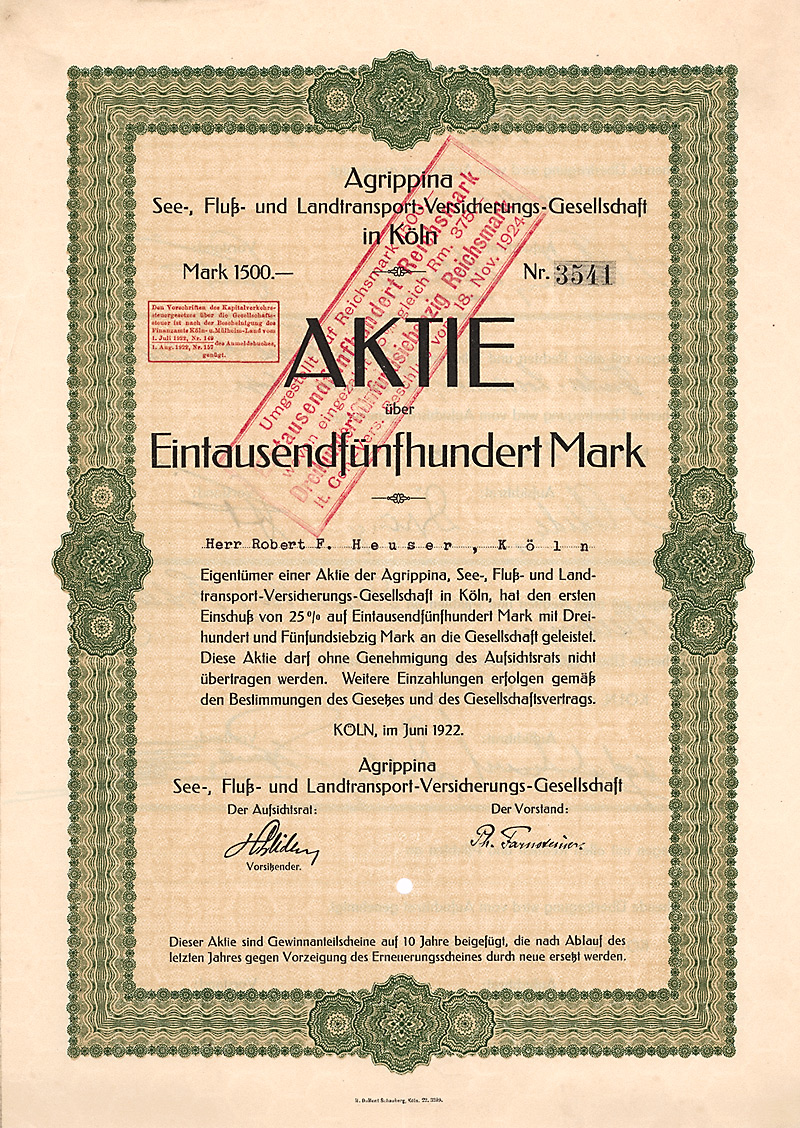
Namensaktie über 1500 Mark der Agrippina Versicherungs-Gesellschaft vom Juni 1922

Agrippina-Versicherung war der Name der ersten Kölner Versicherung, die 1844 gegründet wurde. Sie ist heute Teil der Zürich Gruppe Deutschland.

## Rechtsvorgängerin
Der Kölner Bankier Peter Heinrich Merkens war 1818 Mitgründer der ersten Kölner Versicherung „Rheinschifffahrts-Assekuranz-Gesellschaft“ (erst 1822 konzessioniert), die seit ihrer Umstrukturierung durch Gustav Mevissen seit 1844 „Agrippina See-, Fluss- und Land-Transport-Versicherungs-Gesellschaft“ hieß. Erst am 24. Januar 1845 genehmigte König Friedrich Wilhelm IV. „die Errichtung einer Aktiengesellschaft zu Köln unter der Firma „Agrippina, See-, Fluss- und Land-Transport-Versicherungs-Gesellschaft““, die am 1. April 1845 ins Handelsregister eingetragen wurde. Im Jahre 1877 zog die expandierende Versicherung in ein von Alfred Müller-Grah entworfenes Gebäude in der Rheingasse 6, neben dem Overstolzenhaus.

## Weitere Entwicklung
Der Firmenname ist auf die in Köln geborene Agrippina die Jüngere, die Mutter Kaiser Neros, zurückzuführen. 1901 brachte die Agrippina-Versicherung als erste Gesellschaft in Deutschland eine „Fahrzeug-Unfall-Versicherung“ auf den Markt, die vom Umfang her bereits der heutigen Kaskoversicherung entsprach. Die Agrippina dehnte ihr Geschäft auf weitere Versicherungsarten aus. 1838/39 entstand eine Feuerversicherung, die 1841 in „Colonia Feuerversicherung“ umbenannt wurde. 1872 gründete sie den Rückversicherungsverein Agrippina, der 1906 in Kölner Lloyd umfirmierte und 1921 den Düsseldorfer Lloyd übernahm. Im Jahre 1914 zog sie in einen von Schreiterer & Below geplanten neoklassizistischen Bau auf der Riehler Straße 90, der 1930 aufgestockt wurde. 1921 gründete sie die Warenhausversicherung Patria Versicherungs-AG für Handel und Industrie. Durch Unternehmenskäufe wuchs die Agrippina weiter. Übernommen wurden 1940 die Bavaria Versicherungs-AG, 1941 die Central Krankenversicherung und 1960 die Mitteleuropäische Versicherungs-AG. Das Kölner Bankhaus Delbrück & Co besaß (über seine persönlich haftenden Gesellschafter Ludwig-Theodor von Rautenstrauch und Axel Momm) mit rund 75 % die Mehrheit der Aktien der aus sechs Gesellschaften bestehenden Agrippina-Gruppe.

## Zürich-Konzern
Der expandierende Zürich-Konzern erwarb im August 1969 durch die Zürich-Versicherung fast 99 % der Aktien der Agrippina-Gruppe. Im Januar 2000 erfolgte eine Verschmelzung der Agrippina-Versicherung auf die Zürich Agrippina Versicherung AG. Im Jahre 2001 ist durch eine weitere Verschmelzungen die Zürich Gruppe Deutschland entstanden, so dass die Vertriebsmarke Agrippina-Versicherung untergegangen ist.